# Kamil Tobiáš
Kamil Tobiáš (* 4. února 1978) je český fotbalový trenér.
Od 7. ledna 2017 vystřídal Petra Radu ve funkci hlavního kouče prvoligového týmu 1. FK Příbram, kam přišel od mládežnického týmu. Tým se nacházel ve velmi špatné situaci, Příbram měla pouze osm bodů a v tabulce ji náleželo poslední místo. První utkání, do kterého vedl Kamil Tobiáš Příbram jako její hlavní trenér skončilo sice porážkou na hřišti Viktorie Plzeň 1:0, ale předvedená hra nebyla vůbec špatná a byl na ní celkem pozitivní ohlas. Proti tomu následující utkání proti Slavii Praha skončilo vysokou domácí porážkou 1:8. Klub se pod vedením Kamila Tobiáše herně zvedl a byť to v zimní pauze vypadalo jako utopie, tak nakonec bojoval o záchranu do posledních kol, nakonec ale přece jenom skončila Příbram poslední a hlavní kouč byl odvolán a na jeho místo nastoupil Josef Csaplár. Po nástupu nového trenéra se Kamil Tobiáš ocitl bez angažmá. Na jaře 2018 nastoupil jako trenér U19 FC Táborsko a v létě převzal A tým Táborska po odchodu Romana Nádvorníka. Po půl roce byl odvolán a na jeho místo přišel Petr Mikolanda, který s Táborskem sestoupil do ČFL. Kamil Tobiáš se přesunul do pozice vedoucího trenéra FCT akademie a podílel se na výchově mladých hráčů jako je Marek Icha, který přestoupil z Táborska do Slavit a Adama Zadražila, toho koupila Viktoria Plzeň. V létě 2021 odešel Kamil Tobiáš na roční angažmá jako asistent Miroslava Soukupa k Irácké U23, se kterou uhráli 5. místo na mistrovství Asie. V létě 2022 se vrátil zpět do pozice vedoucího trenéra akademie Táborska.

## Rodina
Manželka Petra Tobiášová od roku 2008
Děti Natálie Melicharová 1996, Ema Tobiášová 2008, Kamil Tobiáš 2016
Otcem Kamila Tobiáše je Pavel Tobiáš, bývalý prvoligový fotbalista a kouč.